# UD Mérida
Mérida Unión Deportiva ist ein spanischer Fußballverein aus der Stadt Mérida. Der Klub spielt derzeit in der Tercera División (Gruppe XIV).

## Geschichte
Der Verein wurde 1912 unter dem Namen Sportiva Emeritense gegründet. 1921 wechselte der Klub, nach der Fusion der beiden Vereine Los Catalanes (dt.: die Katalanen) und M.Z.A., seinen Namen in Emérita. 1931/32 gewann der Verein den ersten regionalen Titel. Nach dem Spanischen Bürgerkrieg erreichte der Klub erstmals die Tercera División und wechselte 1966 erneut den Namen in Mérida Industrial und 1985 schließlich in CP Mérida (Club Polideportivo Mérida). Zwischen 1991 und 2000 erlebte der Verein schließlich die erfolgreichste Zeit, in jener Epoche nahm der Klub zweimal an der Primera División teil (1995/96, 1997/98) und verbrachte sieben Jahre in der Segunda División. 2000 löste sich CP Mérida aufgrund von wirtschaftlichen Problemen auf, und die Amateurmannschaft des Klubs, umbenannt in UD Mérida, übernahm den Spielbetrieb. Nachdem der Verein in der Saison 2008/09 mit den Gehaltszahlungen der Spieler in Rückstand geraten war, wurde ein Zwangsabstieg in die 4. Liga (Tercera División) verordnet.

## Statistik
- Saisons in der Primera División: 2
- Saisons in der Segunda División: 7
- Beste Platzierung in der Primera División: 19. (1997/98)

## Ehemalige Spieler
- Leo Franco
- Luciano Becchio
- Leonardo Biagini
- Goran Vučević
- Idan Tal
- Idrissa Keita
- Dmitri Radtschenko
- Gonzalo de los Santos
- Gabi Correa
- Nuno Espírito Santo
- Jerzy Podbrożny

## Ehemalige Trainer
- Juan Gómez González
- Juan Antonio Señor